# Titiconte
Koordinaten: 22° 46′ 2″ S, 65° 11′ 20″ W
Titiconte ist eine archäologische Fundstätte mit Überresten einer präkolumbianischen Befestigungsanlage, Pucará genannt. Sie befindet sich im Nordwesten Argentiniens, im Departamento Iruya der Provinz Salta, 5 km nordöstlich des Dorfes Iruya.
Die Ruinen von Titiconte bestehen aus terrassenförmig angelegten Bauten mit rechteckigen und kreisförmigen Grundrissen, die früher Teile der Befestigung bildeten und als Vorratsspeicher dienten. An einigen Mauern befinden sich Mosaike mit Darstellungen von Tieren.
Titiconte wurde 1930 in einer Expedition von Salvador Debenedetti und Eduardo Casano erforscht. Daraus entstand eine Veröffentlichung im Völkerkundemuseum von Buenos Aires („Museo Etnográfico de Buenos Aires“) mit dem Titel „Titiconte“. Wenige Jahre danach wurden die Ruinen von Titiconte von Dr. Fernando Márquez Miranda besucht, der darüber einen Bericht namens „Cuatro viajes de estudio al más remoto Noroeste Argentino“ („Vier Studienreisen an den nordöstlichsten Ort Argentiniens“) an der Universität von La Plata („Universidad de La Plata“) veröffentlichte.

## Zugang
Der Weg nach Titiconte führt vom Dorf Iruya aus zunächst entlang des Flusses Iruya. Zwischen der Einmündung des Flusses San Isidro und der Ortschaft Aguas Blancas geht es auf der rechten Seite des Flusses Iruya durch schwer zugängliches, unwegsames Gelände hinauf nach Titiconte. 